# Хижинецька сільська рада (Романівський район)
Хижинецька сільська рада — колишня адміністративно-територіальна одиниця та орган місцевого самоврядування у Чуднівському і Романівському районах Бердичівської округи, Вінницької й Житомирської областей Української РСР та України з адміністративним центром у с. Хижинці.

## Населені пункти
Сільській раді були підпорядковані населені пункти:
- с. Хижинці
- с. Мані

## Населення
Відповідно до перепису населення СРСР, станом на 17 грудня 1926 року, чисельність населення ради становила 759 осіб, з них за статтю: чоловіків — 382, жінок — 377, етнічний склад: українців — 759. Кількість господарств — 178, з них несільського типу — 5.
Відповідно до результатів перепису населення СРСР, кількість населення ради станом на 12 січня 1989 року становила 429 осіб.
Станом на 5 грудня 2001 року, відповідно до перепису населення України, кількість мешканців сільської ради становила 460 осіб.

## Склад ради
Рада складалася з 15 депутатів та голови.

## Історія
Створена 2 січня 1926 року, відповідно до рішення Бердичівської ОАТК (протокол № 1/4 «Про відкриття нових сільрад»), в с. Хижинці Красновульської (згодом — Красноволицька) сільської ради Чуднівського району Бердичівської округи. Станом на 17 грудня 1926 року в підпорядкуванні ради значилися хутір Ковтунівка та призавгосп Юзефівське. На 1 жовтня 1941 року х. Ковтунівка не перебував на обліку населених пунктів.
Станом на 1 вересня 1946 року сільська рада входила до складу Чуднівського району Житомирської області, на обліку в раді перебували села Мані та Хижинці, призавгосп Юзефівське у довіднику пропущено.
11 серпня 1954 року, відповідно до указу Президії Верховної Ради Української РСР «Про укрупнення сільських рад по Житомирській області», сільську раду ліквідовано, територію та населені пункти ради приєднано до складу Красноволицької сільської ради Чуднівського району. Відновлена 3 квітня 1967 року в складі сіл Мані та Хижинці Красноволицької сільської ради Чуднівського району.
Виключена з облікових даних 17 липня 2020 року. Територію та населені пункти ради, відповідно до розпорядження Кабінету Міністрів України № 711-р від 12 червня 2020 року «Про визначення адміністративних центрів та затвердження територій територіальних громад Житомирської області», включено до складу Романівської селищної територіальної громади Житомирського району Житомирської області.
Входила до складу Чуднівського (2.01.1926 р., 3.04.1967 р.) та Романівського (9.07.2003 р.) районів.